# Sky High (2003)
Sky High (jap. スカイハイ) ist ein japanischer Spielfilm aus dem Jahr 2003, der auf der gleichnamigen Manga-Serie von Tsutomu Takahashi basiert. Regie führte Ryūhei Kitamura.

## Handlung
Ein Serienmörder treibt sein Unwesen. Im Verlauf des Filmes stellt sich heraus, dass der Serienmörder Ritualmorde begeht.
Der Film gliedert sich in drei große Bereiche, die jedoch mit der Zeit ineinander übergehen, bzw. miteinander verflechten.

### Suche nach dem Mörder
Der Protagonist ist Polizist und mit den Ermittlungen von drei verstümmelten Opfern betraut. Ihnen allen ist gemeinsam, das ihnen das Herz herausgetrennt worden ist. Am Tag seiner Hochzeit kommt ein viertes Opfer hinzu, seine Verlobte Mina. Während der Ermittlungen erinnert er sich daran, eine Frau in der Nähe der Kirche gesehen zu haben, die nichts mit der Hochzeitsgesellschaft zu tun hatte. Er beschreibt die Frau so, dass von ihr ein Phantombild erstellt werden kann.
Dabei wird er mit Phänomenen der Para-Realität konfrontiert. Er lernt einen Fotografen kennen, der das nächste Opfer fotografierte und auf deren Bild die „Hand des Todes“ zu sehen ist. Sie kommen jedoch zu spät, um die Frau vor ihrem gewaltsamen Tod zu schützen. 

### Totenreich – Para-Realität – Leben nach dem Tod
Mina kommt nach der Ermordung zum „Tor des Zornes“ und trifft dort die Wächterin Izuko. Zum „Tor des Zornes“ kommen alle Menschen, die ermordet worden sind. Diese Menschen haben drei Möglichkeiten für ihr weiteres Leben. Für diese Entscheidung hat sie zwölf Tage Zeit, während der sie zurück in die Welt der Lebenden kann. Sie nutzt diese Zeit, um ihrem Verlobten bei seinen Ermittlungen zu folgen. Dabei erlebt sie, wie sich ihr Verlobter umbringen möchte, weil das Leben keinen Sinn mehr für ihn hat. Sie vereitelt diesen Suizid durch lautes Schreien, welches einen Glastisch zum Bersten bringt.

### Beweggründe des Mörders
Tatsuya Kudo ist Genetiker und seine Frau leidet an einer unheilbaren Krankheit. Um seine Frau zu heilen, sucht er Möglichkeiten und stößt dabei auf alte Überlieferungen zur Beschwörung von Wesen aus der Unterwelt. Er findet das Buch des Todes, in dem ein Hexagramm abgebildet ist. Er setzt dieses Hexagramm um. An allen Endpunkten ist eine Stätte der Mordtaten zu finden. Kudo tötet die Frauen nicht selber, sondern lässt sie durch seine Gehilfin töten. Zudem sind diese Punkte öffentlich, damit alle die Schande der Toten sehen können.
Im weiteren Verlauf tötet seine Gehilfin die Torwächterin mit einem Zauberschwert, welches auch für Wesen tödlich ist, die schon tot sind. Daraufhin wird Mina die neue Torwächterin.

## Veröffentlichungen
Der Film kam am 8. November 2003 in die japanischen Kinos, wo er etwa 200 Millionen Yen einspielte. 2004 kam er auf DVD und VHS heraus.
Eine DVD-Veröffentlichung im deutschsprachigen Raum folgte 2007.